# Dancing on the Ceiling (singolo)
Dancing on the Ceiling è un singolo del cantante statunitense Lionel Richie, pubblicato nel giugno 1986 come secondo estratto dall'album omonimo.

## Video musicale
Il video musicale è stato diretto da Stanley Donen.

## Tracce
1. Dancing on the Ceiling
2. Love Will Find a Way

## Classifiche
| Classifica (1983) | Posizione massima |
| ----------------- | ----------------- |
| Regno Unito       | 7                 |
| Stati Uniti       | 2                 |